# Gerichtsbezirk Seisenberg
Der Gerichtsbezirk Seisenberg (slowenisch: sodni okraj Žužemberk) war ein dem Bezirksgericht Seisenberg unterstehender Gerichtsbezirk im Kronland Krain. Er umfasste Teile des politischen Bezirks Rudolfswerth (Rudolfovo) und wurde 1919 dem Staat Jugoslawien zugeschlagen.

## Geschichte
Der Gerichtsbezirk Seisenberg entstand infolge eines Ministervortrags vom 6. August 1849, in dem die Grundzüge der Gerichtseinteilung festgelegt wurden. Nachdem im Dezember 1849 die Gebietseinteilung der Gerichtsbezirke sowie die Zuweisung der Gerichtsbezirke zu den neu errichteten Bezirkshauptmannschaften durch die „politische Organisierungs-Commission“ festgelegt worden war, nahmen die Bezirksgerichte der Krain per 1. Juni 1850 ihre Tätigkeit auf. Dem Bezirksgericht Seisenberg wurden durch die Landeseinteilung der Krain im März 1850 die 16 Katastralgemeinden Ambrus (Ambruss), Dvor (Hof), Gorenji Križ (Oberkreuz), Hine (Hinnach), Reber (Leiten), Sela (Sela), Šmihel (St. Michael), Smuk (Langenthon), Stavčja Vas (Deutschdorf), Valinčna Vas (Walitschendorf), Veliko Globoko (Grossgloboku), Veliko Lipje (Grossliplach), Višnje (Weixel), Zagradec (Sagratz), Žužemperg (Seisenberg) und Zvirče (Schwerz) zugewiesen. Zusammen mit dem Gerichtsbezirk Rudolfswerth (Rudolfovo) und Treffen bildete der Gerichtsbezirk Seisenberg den Bezirk Rudolfswerth.
| Jahr | Fläche (km²) | Ein- wohner | Slowenisch- sprachige | Deutsch- sprachige |
| ---- | ------------ | ----------- | --------------------- | ------------------ |
| 1880 |              | 10.369      | 9.365                 | 974                |
| 1890 |              | 11.222      | 10.283                | 911                |
| 1900 | 247,32       | 10.566      | 9.708                 | 823                |
| 1910 | 247,20       | 9.380       | 8.673                 | 684                |

Der Gerichtsbezirk wies 1880 eine anwesende Bevölkerung von 10.369 Personen auf, wobei 9.365 Menschen Slowenisch und 974 Menschen Deutsch als Umgangssprache angaben. 1910 wurden für den Gerichtsbezirk 9.380 Personen ausgewiesen, von denen 8.673 Slowenisch (96,4 %) und 684 Deutsch (0,2 %) sprachen. Die deutschsprachige Minderheit konzentrierte sich 1910 fast ausschließlich auf die Gemeinde Langenthon, in der sie 97 % der Einwohner stellte.
Durch die Grenzbestimmungen des am 10. September 1919 abgeschlossenen Vertrages von Saint-Germain wurde der Gerichtsbezirk Seisenberg zur Gänze dem Königreich Jugoslawien zugeschlagen.

## Gerichtssprengel
Der Gerichtssprengel Seisenberg umfasste infolge der Zusammenfassung der Katastralgemeinden zu Gemeinden 1910 die sechs Gemeinden Ambrus (Ambruss), Ajdovec (Haidowitz), Dvor (Hof), Smnka (Langenthon), Zagradec (Sagratz) und Žužemperg (Seisenberg).